# On my Mind
«On My Mind» es un sencillo del cantante australiano Cody Simpson. La canción fue escrita por Nasri, Julie Frost, Fraser T. Smith, y Mike Caren. Fue lanzado en iTunes el 23 de mayo de 2011.

## Antecedentes
«On My Mind» fue lanzado en iTunes el 23 de mayo de 2011.

## Actuaciones
Simpson interpretó "On My Mind" en The Early Show de CBS el 4 de junio de 2011.

## Vídeo
El vídeo de Simpson fue lanzado el 17 de junio de 2011. El vídeo fue dirigido por Travis Kopach y contó con la bailarina y actriz Hailey Baldwin. El vídeo se basa en que Simpson encuentra un foto de una chica (Hailey) en el centro comercial y la busca por todo el centro comercial. Hacia el final se reproduce un vídeo en todo el centro comercial pidiendo que para encontrarse él con la chica en un teatro. En la última escena, se ve a la chica yendo con él detrás en el teatro, toma una foto de él, y andan juntos en el teatro, tanto de sus fotos junto a la otra en el suelo.

## Listado de la pista
Descarga digital
1. "On My Mind" – 3:11
2. "On My Mind" (Karsten Delgado & Mani Myles Mix) – 3:26
3. "On My Mind" (versión karaoke oficial) – 3:09

## Tabla de rendimiento
En la semana que finalizó el 27 de agosto de 2011, "On My Mind" debutó en el número 39 en la tabla Pop Songs de los EE. UU.

## Posicionamiento
| Tabla (2011)             | Máxima posición |
| ------------------------ | --------------- |
| Australia ARIA Chart     | 51              |
| US Pop Songs (Billboard) | 39              |